# Viburnum opulus
Viburnum opulus es una especie de arbusto  perteneciente a la familia Adoxaceae.

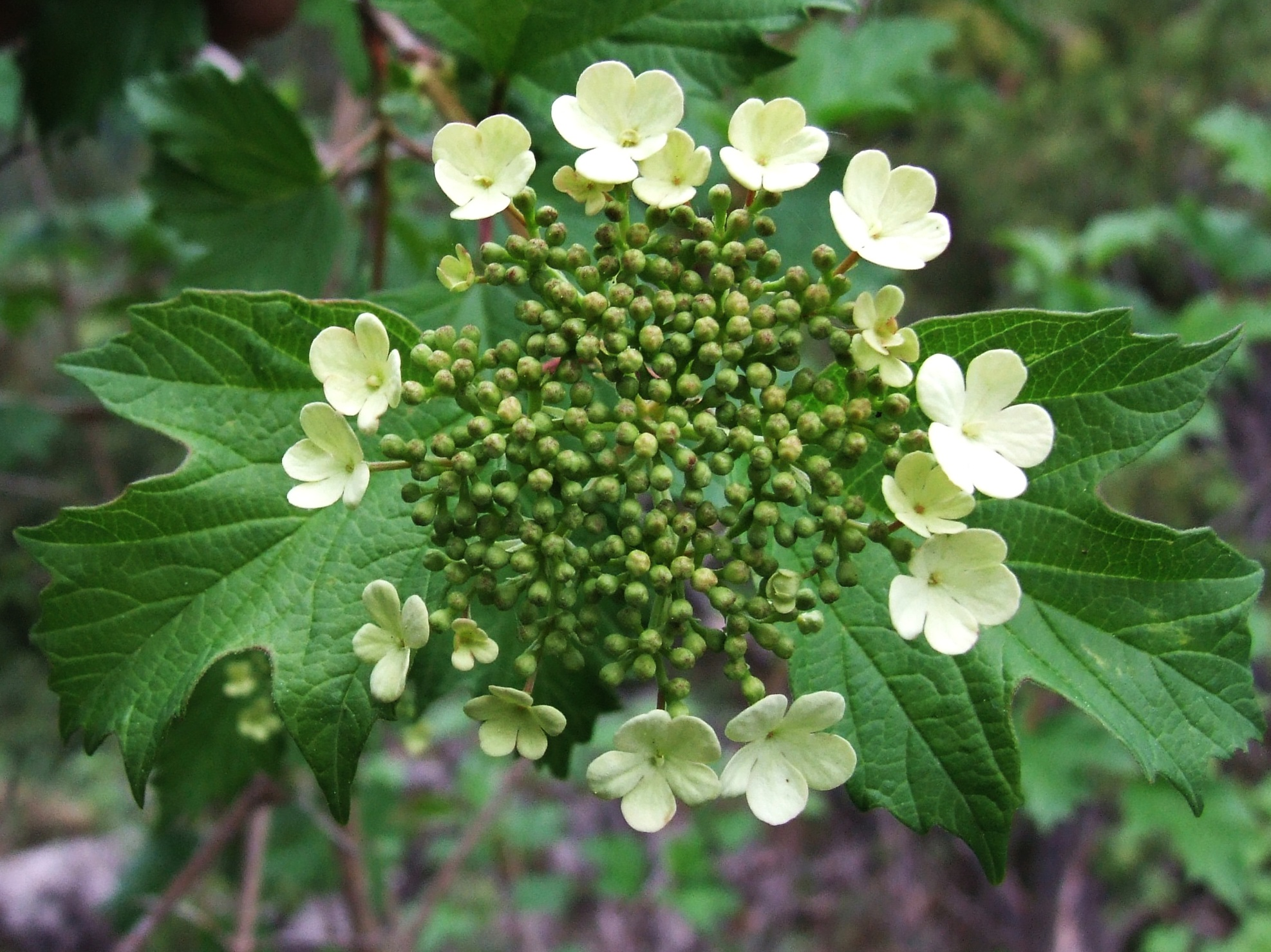
Flores.

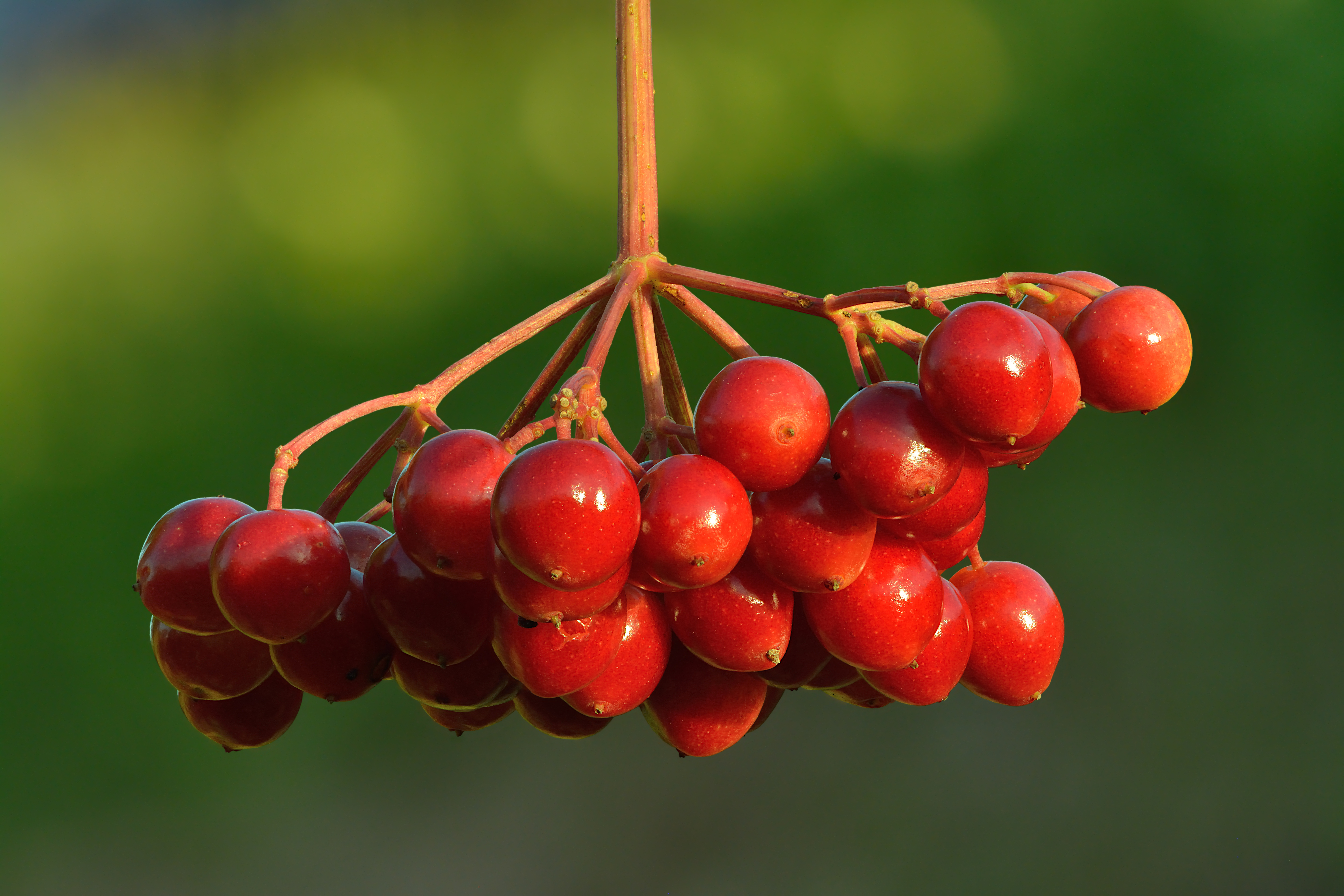
Frutos.

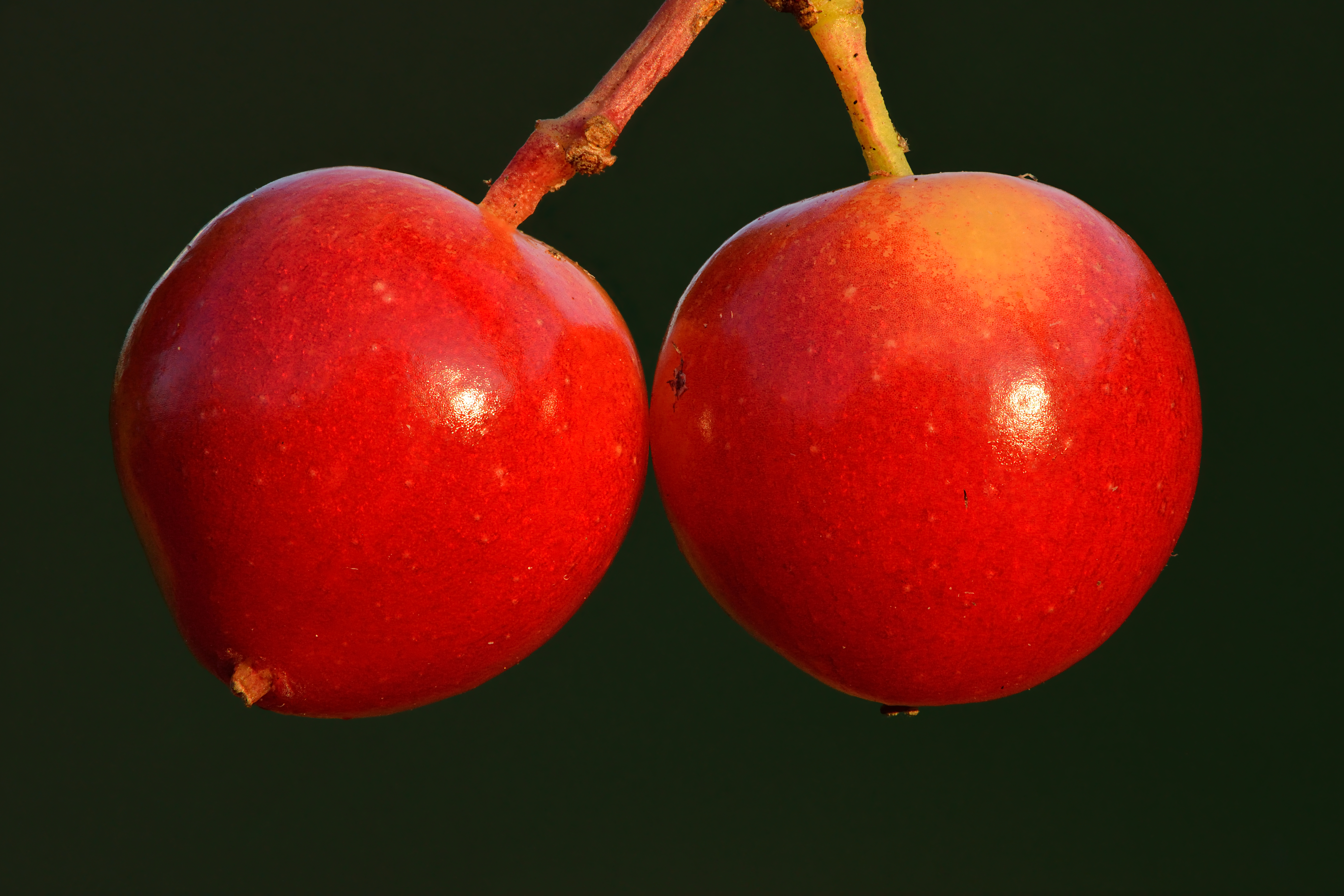
Frutos.

## Descripción
Es un arbusto caducifolio que alcanza los 4-5 m de altura. Las hojas son opuestas, trilobuladas de  5-10 cm de longitud y ancho, con base redondeada y márgenes serrados. Las flores son hermafroditas de color blanco producidas en corimbos de  4-11 cm de diámetro en la cima de los tallos. El fruto es una drupa globosa de  7-10 mm de diámetro conteniendo una sola semilla. Las semillas son comidas por los pájaros que la dispersan.

## Distribución y hábitat
Es nativa de Europa y Asia. Algunos botánicos la relacionan con la especie americana Viburnum trilobum como una variedad de ella como Viburnum opulus var. americanum Aiton, o como subespecie , Viburnum opulus subsp. trilobum (Marshall) R.T.Clausen.

## Propiedades
Se utilizan en la medicina tradicional como un tónico cardíaco. La corteza, se emplea en la medicina herbaria. Se utiliza  en forma de  extracto fluido, tintura concentrada y elixir compuesto, para uso como un sedante nervioso y antiespasmódico en el asma y la histeria.

### Principios activos
Contiene glucósidos, derivados de saligenina, como salicina, similares a los encontrados en los géneros Salix y Populus; ácido oxálico, ácido cítrico, ácido málico, ácido valeriánico y ácido salicílico; cumarinas como escopoletol y esculetol; aceite esencial, salicina o salicósido, almidón, pentosanos y taninos.

## Taxonomía
Viburnum opulus fue descrita por  Carlos Linneo y publicado en Species Plantarum 1: 268. 1753.
Etimología
Viburnum: nombre genérico del nombre clásico latino de una especie de este género, Viburnum lantana, llamada el "árbol caminante".
opulus: epíteto latino
Variedades
- Viburnum opulus var. calvescens (Rehder) H. Hara
- Viburnum opulus subsp. trilobum (Marshall) R.T. Clausen

sinonimia
A lo largo de la historia han aparecido varios nombres sinónimos:
- Opulus vulgaris Borkh. in Roem. [1797, Arch. Bot. (Leipzig), 1 (2) : 20] [nom. illeg.]
- Opulus rosea Schur [1866, Enum. Pl. Transsilv., 941 (in index, non in textu)]
- Opulus lobatofolia Gilib. [1792, Exercit. Phytol., 1 : 4] [nom. invalid.]
- Viburnum lobatum Lam. [1779, Fl. Fr., 3 : 363] [nom. illeg.]
- Viburnum glandulosum Salisb. [1796, Prodr. : 172] [nom. illeg.]
- Opulus palustris Gray [1821, Nat. Arr. Brit. Pl., 2 : 489] [nom. illeg.]
- Opulus glandulosus Moench

## Cultivares
Se cultiva como una planta ornamental por sus flores y frutos. Los frutos son comestibles en pequeñas cantidades, teniendo un gusto ácido y puede utilizarse para hacer mermeladas, sin embargo si se come en grandes cantidades puede causar vómitos y diarreas.

## Nombre común
Aleluyos, barbatilla, bola de nieve, borlones, corcovanos, flor del Mundo, gebre, geldre, guelde, gueldre, kalina, rocela, rodela, rosal de Gueldres, sabuco-rosa, saúco rodel, saúco acuático, saúco acuático globoso, saúco de agua, saúco palustre, saúco real, saúco rodel, sauquillo, verdedurillo, uvas de perro.